# Dientes incisivos en forma de pala

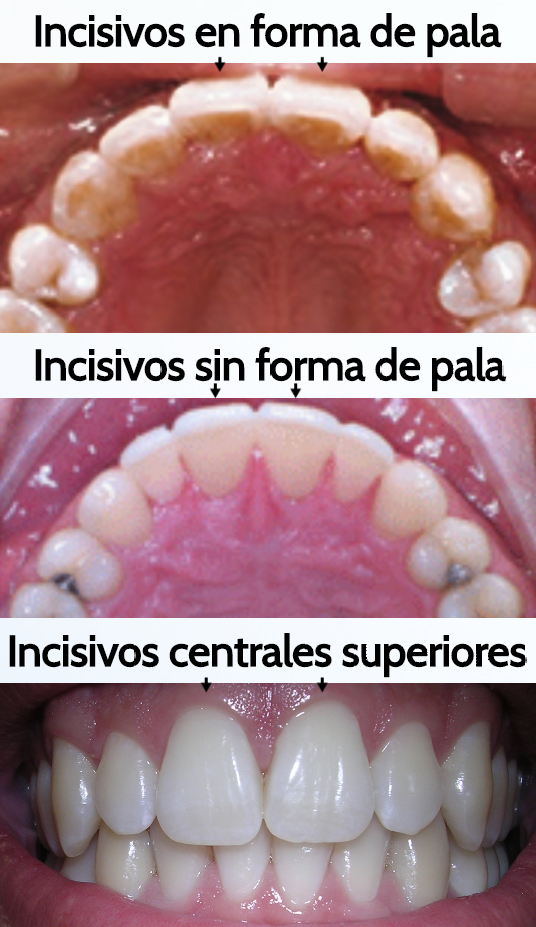
Dientes incisivos en forma de pala y Dientes incisivos sin forma de pala.

Dientes incisivos superiores en forma de pala (o, más sencillamente, incisivos en forma de pala) son incisivos superiores cuyas superficies linguales son marcadas por crestas marginales en el lado lingual de las coronas, marcando una curvatura en la corona y tubérculos basales.
Los incisivos en forma de pala son significativamente común en las poblaciones Amerindias del Norte, Centro y Sudamérica. También son comunes en los asiáticos del Este, Centro y Sur, en los pueblos Eskimo, las personas Aleutas del Nordeste asiático y en los pueblos Inuit de Alaska, Groenlandia y Canadá. en poblaciones Europeas y Africanas, los incisivos superiores en forma de pala son poco comunes o no están presentes. Hay un espectro del grado de los incisivos en forma de pala, variando en una escala de 0 a 7 de incisivos sin forma de pala a incisivos en forma de pala. Investigaciones recientes sugieren que la genética juega un papel en el grado de los incisivos en forma de pala.
En algunos casos, los incisivos en forma de pala puede presentar una versión más pronunciada, llamada incisivos dobles en forma de pala. Cuándo presente, los incisivos en forma de pala pueden indicar una correlación entre poblaciones y está considerado como uno de los rasgos no métricos en osteología. Estructuralmente parecido a los incisivos en forma de pala, los incisivos dobles en forma de pala se distinguen por una cresta mesial más pronunciada en comparación con la cresta distal. El grado de incisivos en forma de pala y incisivos dobles en forma de pala en las mujeres son mayores que en los hombres.
Esta característica dental en forma de pala es también observada en los Homo erectus como el hombre de Pekín y en los Neandertales, aunque la morfología de estos incisivos en forma de pala es distinto al de los humanos modernos. La morfología de los dientes en forma de pala en los Neandertales, han sido vistos como una adaptación al uso intensivo de sus caninos e incisivos en el procesamiento y masticación de alimentos, y el uso de sus dientes para actividades distintas a la alimentación.

## Genética
Variación de los dientes incisivos en forma de pala en Humanos Modernos han sido asociados con la presencia y ausencia del alelo V370A en el gen EDAR. El EDARV370A Isoforma surge del Polimorfismo de nucleótido único una mutación sin sentido que cambia la Valina en el residuo 370 a una Alanina en el gen EDAR. El efecto es aproximadamente aditivo, donde las personas con una copia del alelo tienen una expresión intermedia de incisivos en forma de pala y los homocigotos tienen una forma más fuerte de incisivos en forma de pala. El rasgo está pleiotrópicamente relacionado al cabello grueso y más liso, rasgos dentales, glándulas sudoríparas y la ramificación ductal de la glándula mamaria. Un análisis genético cuantitativo de una población finlandesa también reveló que la herencia de los incisivos en forma de pala es monogénica. El alelo 1540C del gen EDAR también esta correlacionada con la presencia de los incisivos en forma de pala y el cabello grueso. Las personas con ascendencia Amerindia o Asiática del este tienen el cabello grueso y más liso.

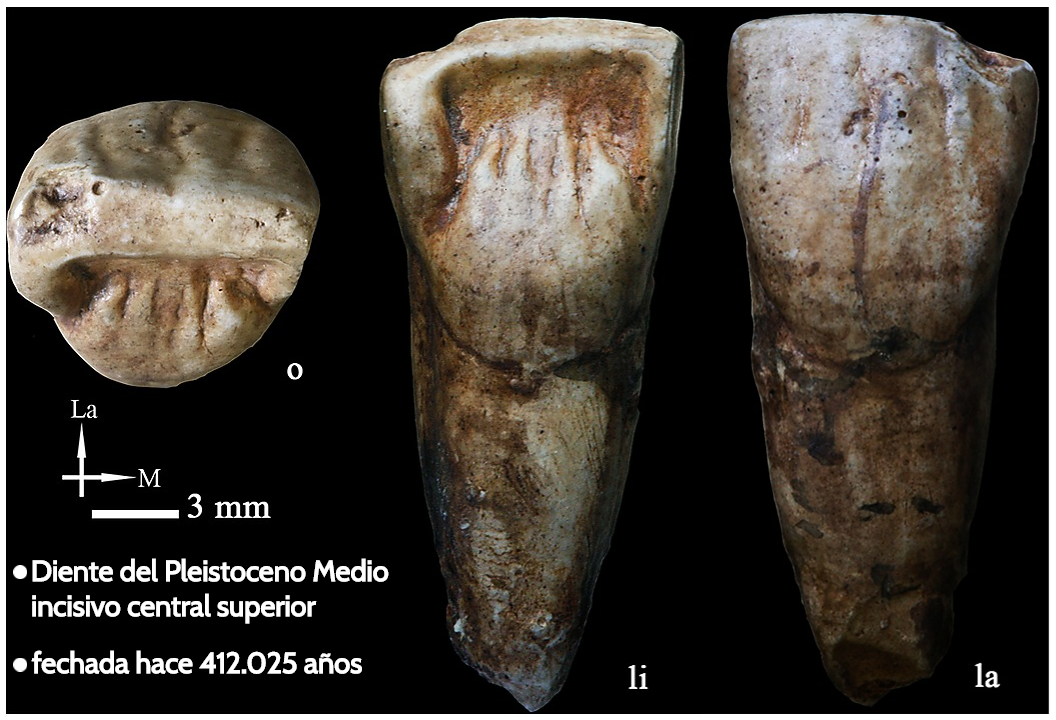
Réplica de alta calidad del diente incisivo central superior de un hominina del Pleistoceno medio.

Se presume que otros efectos pleiotrópicos asociados con el alelo V370A fueron favorecidos por la selección natural para ayudar a promover la presencia del alelo y por lo tanto, el surgimiento de los incisivos en forma de pala. Uno de estos rasgos asociados es el aumento de la ramificación ductal en la glándula mamaria, que mejora el transporte de nutrientes en la leche materna. Es probable que esto haya conferido una ventaja de supervivencia a aquellos con el alelo durante el Último Máximo Glacial en ciertos ambientes con altas altitudes y baja vitamina D.

## Historia

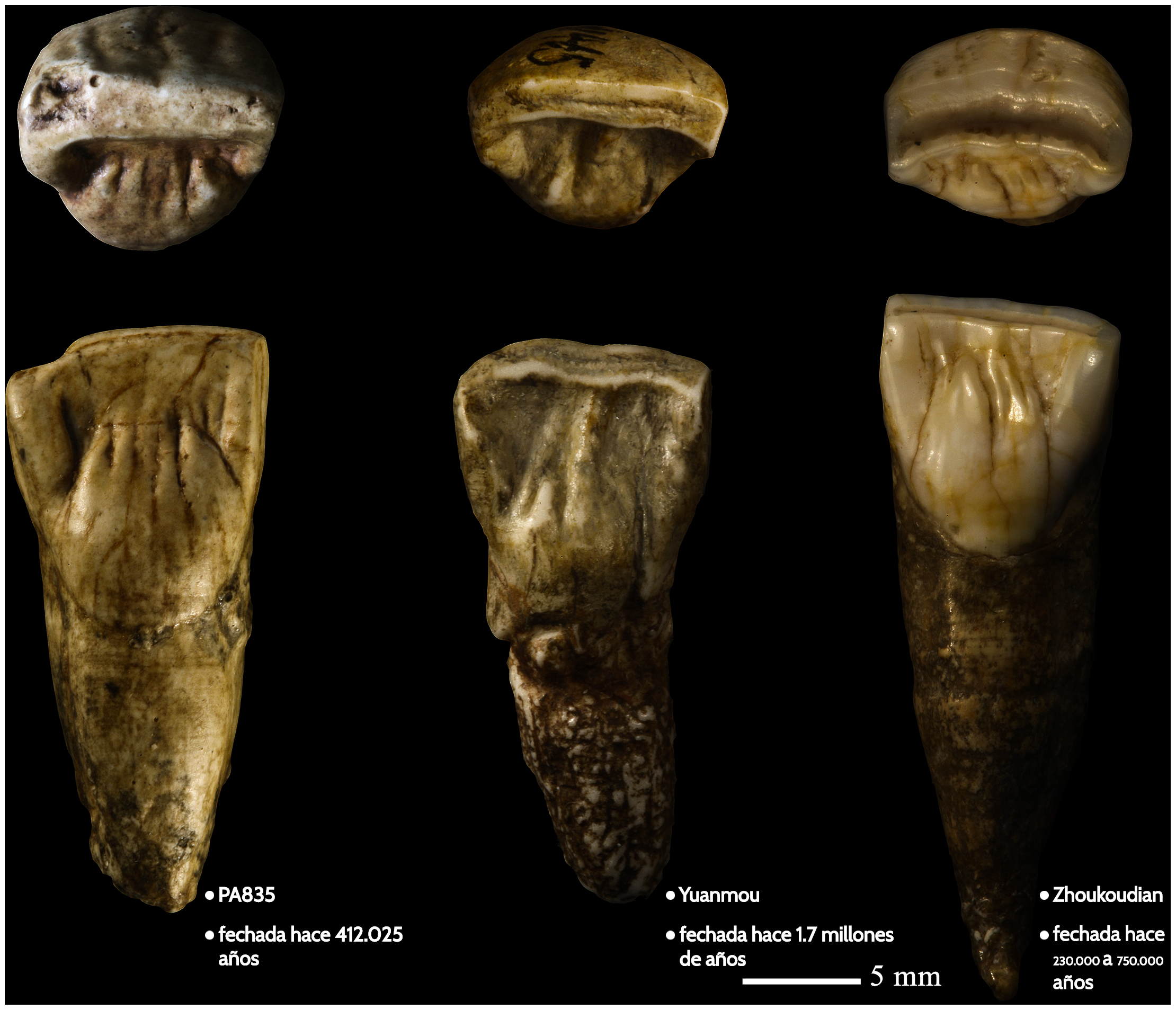
Dientes incisivos superiores del pleistoceno y pleistoceno medio de Longtan Cave, Hexian, China.

La primera descripción de los dientes en forma de pala fue en el año 1870. Durante el siglo XX, fue aceptado que los incisivos en forma de pala cedía una ventaja directa al poseedor. La explicación propuesta para esto, en ese momento era que los incisivos en forma de pala eran más fuertes que los incisivos sin forma de pala, resultando en la evolución de los incisivos en forma de pala en regiones donde tener dientes más fuertes proporcionaría una ventaja evolutiva. El mayor tamaño y masa de los incisivos en forma de pala, se dice que proporcionó mayor resistencia y durabilidad como un medio para evitar la rotura. En una entrevista, Dr. Hlusko sugiere que las poblaciones humanas que tenían el rasgo, emigraron de Asia a las Américas, dejando así su huella genética en todo el mundo. Con mayores implicaciones afuera de los incisivos en forma de pala, la variación humana en incisivos sin o en forma de pala también apoya la idea de que las poblaciones son dinámicas, en lugar de la teoría de poblaciones estáticas que evolucionan por separado y distintivamente.

## Aplicaciones
A mediados del siglo XX, los incisivos en forma de pala fueron considerados como un rasgo útil para la categorización racial, ya que la ocurrencia de los incisivos en forma de pala varía entre poblaciones. Un texto de 1964 decía que muchos antropólogos en ese momento usaban el rasgo de los incisivos en forma de pala como diagnóstico para la raza.
La presencia de los incisivos en forma de pala, entre muchas características dentales, se utiliza en la odontología forense para identificar la ascendencia de un individuo. En particular, este rasgo ocurre predominantemente en poblaciones Amerindias y Asiáticas.